# Paul Ma Cunguo
Paul Ma Cunguo (chiń. 馬存國; ur. 21 stycznia 1971) – chiński duchowny katolicki, biskup Shuoxian od 2007.

## Życiorys
Święcenia kapłańskie otrzymał 23 marca 1996.
Wybrany biskupem koadiutorem biskupa Bonaventury Luo Juan. Sakrę biskupią przyjął z mandatem papieskim 8 lutego 2004. 15 marca 2007, po śmierci poprzednika został biskupem ordynariuszem Shuoxian.